# Política de visados de Corea del Norte

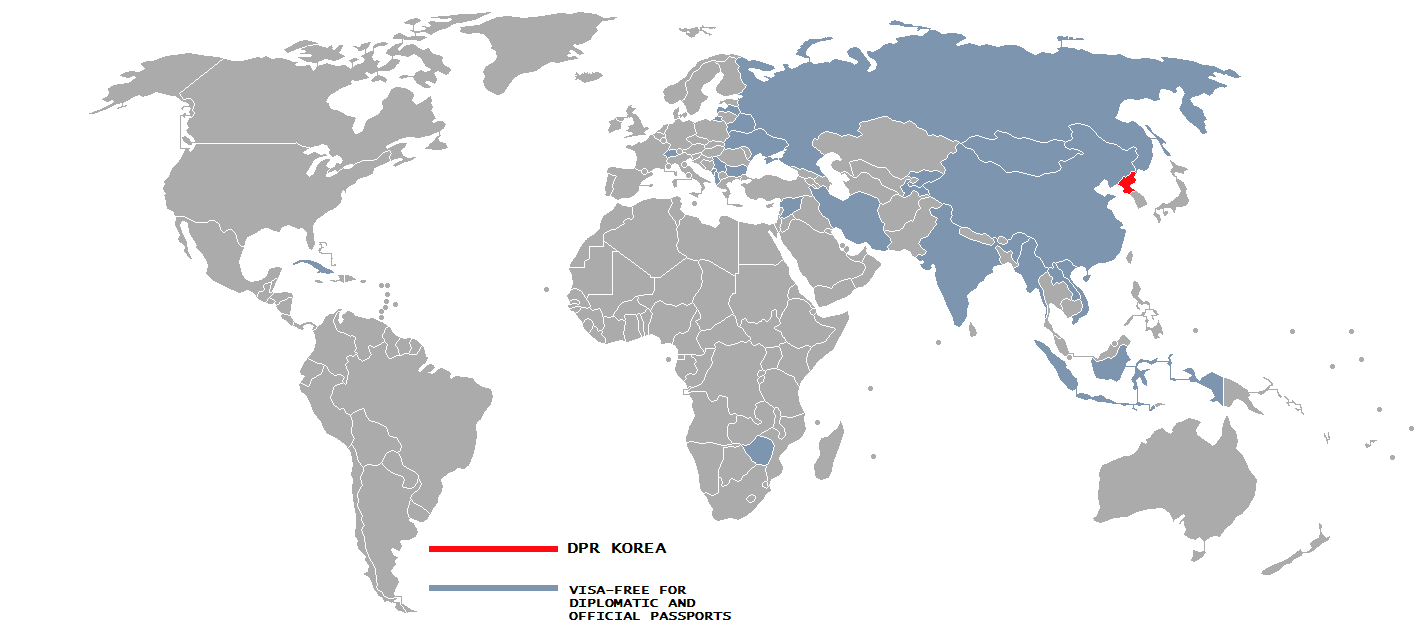
Política de visas de la República Popular Democrática de Corea

Visitantes a Corea del Norte deben obtener una Visa de una de los misiones diplomáticas de Corea del Norte a menos que vengan de uno de los países exentos de visado.

## Exenciones de visa

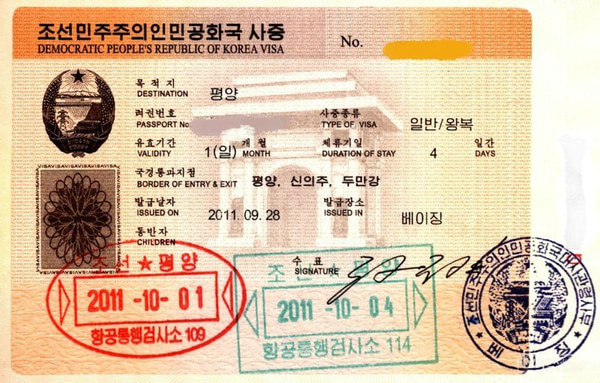
Visa norcoreana.

Los ciudadanos de los siguientes países pueden visitar Corea del Norte con un pasaporte normal sin una visa por hasta 1 mes:
- Malasia[2]

Los turistas de China pueden visitar el condado de Tongnim sin visa por 2 días
Todos los visitantes que viajan por turismo requieren una autorización de una agencia de viajes de Corea del Norte.
Adicionalmente, los titulares de pasaportes diplomáticos o de servicio expedidos a los nacionales de los siguientes países pueden visitar Corea del Norte sin visa:
- Albania
- Bielorrusia
- Bulgaria
- China
- Cuba
- Irán
- Kirguistán
- Laos
- Mongolia
- Montenegro
- Rusia
- Serbia
- Suiza
- Siria
- Tayikistán
- Ucrania
- Vietnam
- Zimbabue